# Jedermann-Konto
Der Begriff Jedermann-Konto (auch Basiskonto oder Mindestkonto) beschreibt ein Girokonto, für dessen Errichtung jedermann bei einer Bank seiner Wahl berechtigt ist, um bargeldlose Zahlungen zu tätigen. Dieses Recht wurde in Deutschland mit dem Postscheckdienst im Jahre 1909 eingeführt. Allerdings bestand seit der Privatisierung der Postbank 1995 kein Rechtsanspruch mehr.
1995 wurde in Deutschland ein Girokonto für jedermann vom Zentralen Kreditausschuss (ZKA) – heute Die Deutsche Kreditwirtschaft (DK) – zunächst nur als freiwillige Selbstverpflichtung der Kreditinstitute definiert. Demnach handelte es sich um ein Girokonto auf Guthabenbasis (umgangssprachlich Guthabenkonto), bei dem keine Überziehung zugelassen war. Zweck der Selbstverpflichtung war offenbar, ein damals vom Gesetzgeber geplantes allgemeines Recht für jedermann auf ein Girokonto zu verhindern.
Seit dem 19. Juni 2016 begründet § 31 des Zahlungskontengesetzes (ZKG), das die Zahlungskonten-Richtlinie der EU umsetzt, für alle Verbraucher, die sich rechtmäßig in der Europäischen Union aufhalten einschließlich Personen ohne festen Wohnsitz, Asylbewerbern und Geduldeten einen Rechtsanspruch auf Führung eines sog. Basiskontos für die Ausführung von Zahlungsvorgängen auch bei Privat- sowie Volks- und Raiffeisenbanken.

## Rechtsanspruch für EU-Bürger
Das Europäische Parlament beschloss am 15. April 2014 für alle EU-Bürger – auch ohne festen Wohnsitz – einen gesetzlichen Anspruch (Kontrahierungszwang) auf ein Basis-Girokonto, damit allen Bürgern die vollständige Teilnahme am wirtschaftlichen und sozialen Leben einer modernen Gesellschaft möglich ist. Die EU-Mitgliedstaaten setzten die Zahlungskonten-Richtlinie (RL 2014/92/EU) bis zum 18. September 2016 in nationales Recht um.
Durch das Jedermann-Konto soll auch Menschen ein Girokonto garantiert werden, denen wegen Kontopfändungen, negativen Schufa-Einträgen oder aus anderen Gründen das bisherige Girokonto gekündigt wurde oder die Einrichtung eines neuen Girokontos verweigert wird.

## Pfändungsschutzkonto
Das Jedermann-Konto ist (wie andere Konten auch) durch Gläubiger pfändbar. Zum Schutz eines pfändungsfreien (Grund-)Freibetrags (dient der Umsetzung des Sozialstaatsgebots, also der Sicherung des soziokulturellen Existenzminimums) kann es – wie jedes herkömmliche Girokonto einer natürlichen Person – in ein Pfändungsschutzkonto umgestellt werden.

## Praktische Umsetzung

### Verweigerung des Jedermann-Kontos
Trotz der ZKA-Selbstverpflichtung der Banken auf Einrichtung des Jedermann-Kontos wurde bisher in der Praxis manchen Kunden ein Girokonto verweigert. Ein Grund dafür ist insbesondere, dass Geldinstitute vor der Kontoeröffnung Informationen über die betreffende Person bei der Schufa einholen und erst anhand dieser Daten eine Entscheidung treffen. In anderen EU-Ländern gibt es zur Schufa vergleichbare Auskunfteien, etwa Experian, Equifax, Callcredit und Cifas in Großbritannien. Angeblich führte unter anderem diese deutsche Verweigerungspraxis auch maßgeblich zu dem Beschluss des EU-Parlaments im April 2014 zur Einführung eines gesetzlich verankerten Rechtsanspruchs auf ein Girokonto. Allerdings gab es auch zu diesem Zeitpunkt nur Schätzungen über die Anzahl von Menschen ohne Girokonto. In Deutschland sollen es damals ungefähr 500.000 gewesen sein. Laut EU-Kommission hatten 2014 zirka 58 Millionen EU-Verbraucher im Alter von über 15 Jahren kein Girokonto.
Schuldnerberatungsstellen haben immer wieder betont, dass die Banken den Überschuldeten vielfach die Kontoführung verweigern. Hingegen erklärte der ZKA, dass das Girokonto für jedermann erfolgreich funktioniere und von jedermann eingerichtet werden könne. Eine Umfrage der Schuldnerberatungsstellen aus dem Jahr 2005 ergab für Berlin-Brandenburg, dass hier 10 % aller Arbeitslosen ein Girokonto verweigert wurde. Die Bundesagentur für Arbeit bietet Arbeitslosen und Kindergeldempfängern, die über kein Girokonto verfügen, eine Zahlungsanweisung zur Verrechnung als Auszahlungsmöglichkeit an. Sofern die Leistungsempfänger kein Konto haben, obwohl die Unzumutbarkeitsregeln nicht gelten, ist diese Zahlart kostenlos. Im Januar 2006 mussten 1,36 % der Zahlungen auf diesem Weg erfolgen. Allerdings sind hier weder Überweisungen auf Sparkonten noch Überweisungen auf fremde Konten enthalten. Solche Zahlen können daher nur als Grundlage für Schätzungen zur Zahl der Bürger dienen, denen ein Girokonto verweigert wurde.

### Gründe der Verweigerung
Als Grund wird angegeben, dass die Kontoführungsgebühren eines Jedermann-Kontos die Kosten des Girokontos im Rahmen der Kosten-Nutzen-Analyse nicht decken. Kostendeckend werden Girokonten durch Guthaben, die Kunden mit entsprechendem Vermögen und Einkommen unterhalten, und die Funktion des Girokontos als sogenanntes Ankerprodukt für den Vertrieb weiterer Bankprodukte (Cross-Selling) an die Kontoinhaber. Zur Kostendeckung tragen zum Beispiel Erträge aus der Inanspruchnahme von Dispokrediten bei.
Grundsätzlich verursachen überschuldete Kunden den Banken höhere Kosten als andere Kunden. Sie verursachen deutlich mehr Lastschriftrückgaben und Kontopfändungen. Bei Kunden mit geringem Einkommen, die nur ein Konto auf Guthabenbasis führen können, besteht zudem meist wenig Aussicht, dass sie später weitere Leistungen der Bank wie etwa Kredite in Anspruch nehmen.
Als bei der Kür zum Unwort des Jahres 1994 der Begriff „Peanuts“ ausgewählt wurde, rügte die Jury in diesem Zusammenhang auch den Begriff „Schalterhygiene“. Diese sollte die Praxis vieler Banken beschreiben, bestimmten Personengruppen die Eröffnung eines Kontos zu verweigern oder zumindest massiv zu erschweren.

### Folgen
Bürger, die über kein Girokonto verfügen, werden von einem wichtigen Bereich des wirtschaftlichen Verkehrs ausgeschlossen. Dies löst oft eine Negativspirale aus. Bei Kontenpfändungen und Eröffnung eines Insolvenzverfahrens können Geldinstitute die Geschäftsverbindung beenden. Bereits Verschuldete geraten verstärkt in Probleme, wenn für Lohn-, Gehalts-, Mietzahlungen etc. kein Girokonto besteht und somit alles im Bargeldverkehr abgewickelt werden muss. Die Neueröffnung eines Kontos wird erschwert, weil die meisten Banken zunächst die Schufa-Einträge prüfen und dort Konten finden, die allerdings wegen Pfändung oder Kündigung für den Geldverkehr nicht mehr zur Verfügung stehen. Andererseits können die Bankgebühren für Bareinzahlungen nicht nur bei Personen mit Einkommen auf Höhe des Existenzminimums eine hohe Belastung darstellen.

### Rechtspflicht
Die öffentlich-rechtlichen Sparkassen sind in einigen deutschen Bundesländern durch Sparkassengesetze und -verordnungen rechtlich verpflichtet (Kontrahierungszwang), jedermann ein Konto auf Guthabenbasis zu eröffnen: In Bayern, Brandenburg, Mecklenburg-Vorpommern, Hessen, Nordrhein-Westfalen, Rheinland-Pfalz, Sachsen, Sachsen-Anhalt und Thüringen besteht durch die Sparkassengesetze und -verordnungen ein Anspruch auf ein Girokonto auf Guthabenbasis.
Für Bayern heißt es in der Sparkassenverordnung (SPKO) vom 21. April 2007 (Fundstelle: GVBl 2007, S. 332):
§ 5, Kontrahierungszwang

(2) Die Sparkasse führt für natürliche Personen aus ihrem Geschäftsbezirk auf Antrag Girokonten auf Guthabenbasis.

(3) […] Girokonten müssen nicht geführt werden, wenn das der Sparkasse im Einzelfall aus wichtigem Grund nicht zuzumuten ist.
Das Hessische Sparkassengesetz vom 10. November 1954 in der Fassung vom 24. Februar 1991 enthält eine Sollvorschrift:
§ 2, Aufgaben

(4) Die Sparkassen sollen nach Maßgabe der Mustersatzung jeder Einwohnerin und jedem Einwohner im Gebiet ihres Trägers auf Verlangen ein Girokonto auf Guthabenbasis einrichten.
Einzelne deutsche erstinstanzliche Gerichte haben in Streitfällen eine angebliche rechtliche Verpflichtung der Banken (aus der freiwilligen Selbstverpflichtung des ZKA) zur Einrichtung eines Girokontos auf Guthabenbasis bejaht. Nach einem Urteil des Landgerichts Bremen vom 16. Juni 2005 soll sich aus der freiwilligen Selbstverpflichtung des ZKA eine Pflicht der angeschlossenen Banken ergeben, allen Kunden auf Wunsch ein so genanntes „Girokonto für Jedermann“ einzurichten. Dieses Urteil wurde durch das Oberlandesgericht Bremen allerdings aufgehoben. Hinsichtlich des Vorhabens der Führung eines Girokontos auf Guthabenbasis hat der Senat der Freien Hansestadt Bremen im Bundesrat (unter Drucksache 653/08, vom 19. September 2008) den Entwurf eines Gesetzes zur Änderung des Kreditwesengesetzes eingebracht, in dem das genannte Vorhaben umgesetzt werden soll. Der Antrag ist seitdem gegen die Stimmen aus Bremen, Berlin und Rheinland-Pfalz mehrmals vertagt worden.
Das Landgericht Berlin, Urteil vom 8. Mai 2008, Az. 21 S 1/08, hat im Jahr 2008 in einem Einzelfall im Verfahren des einstweiligen Rechtsschutzes entschieden, dass ein Anspruch auf Abschluss eines Girokontos auch gegenüber einer Privatbank bestehen soll. Zwar besteht kein Anspruch aus der Selbstverpflichtung des ZKA, jedoch sei ausnahmsweise von einem Kontrahierungszwang auszugehen.
Anlässlich des Weltverbrauchertages 2011 am 15. März 2011 kündigte Binnenmarktkommissar Michel Barnier u. a. die Schaffung eines europäischen Grundrechts auf ein Basisgirokonto und striktere Regeln für den Verbraucherschutz bei Hypothekendarlehen an.

### Bürgerkonto
Mit einer am 29. September 2012 veröffentlichten Erklärung der deutschen Sparkassen zum Bürgerkonto haben sich die 423 Sparkassen in Deutschland verpflichtet, ab Oktober 2012 jeder Privatperson in ihrem Geschäftsgebiet ein Guthabenkonto einzurichten. Nach den weiteren Angaben des DSGV können Kunden mit einem Bürgerkonto am bargeldlosen Zahlungsverkehr teilnehmen, ohne sich dabei zu verschulden. Dabei bezahlen sie keine höheren Entgelte als bei einem vergleichbaren Konto mit Überziehungsmöglichkeit. Schlichtersprüche zum Bürgerkonto sollen von den Sparkassen als verbindlich anerkannt werden.
Der Ombudsmann des jeweiligen Bankenverbandes kann angerufen werden. Er prüft, sofern die Beschwerde zulässig ist, ob die ZKA-Empfehlung eingehalten wurde. Die Bank ist an den Schiedsspruch nicht gebunden.
Ende 2014 gab es bei den Sparkassen mehr als 1,5 Millionen Bürgerkonten.

### Auszahlung von Sozialleistungen
Geldleistungen sollen kostenfrei auf ein Konto des Empfängers oder, wenn der Empfänger es verlangt, kostenfrei an seinen Wohnsitz innerhalb der Europäischen Union übermittelt werden (§ 47 SGB I).
Bei der Übermittlung von Arbeitslosengeld II an den Wohnsitz oder gewöhnlichen Aufenthalt des Leistungsberechtigten sind die dadurch veranlassten Kosten abzuziehen, es sei denn, der Leistungsberechtigte weist nach, dass ihm die Einrichtung eines Kontos bei einem Geldinstitut ohne eigenes Verschulden nicht möglich ist (§ 42 SGB II). Fälle, in denen ein Geldinstitut den Abschluss eines Basiskontovertrags aus den in §§ 35–37 ZKG genannten Gründen wegen eines bereits vorhandenen Zahlungskontos, einer vorsätzlichen Straftat zum Nachteil des kontoführenden Instituts oder wegen Zahlungsverzugs zu Recht ablehnt (§ 34 Abs. 1 ZKG), setzen in der Regel ein Verschulden des Antragstellers voraus und bleiben daher außer Betracht.

### Änderung der Rechtslage durch das Zahlungskontengesetz (ZKG)
Durch Inkrafttreten des Zahlungskontengesetzes zum 19. Juni 2016 wurde die Rechtslage in Deutschland im Hinblick auf das Jedermann-Konto grundlegend geändert:
- Alle Verbraucher im Sinne des § 2 I ZKG haben Anspruch auf Abschluss eines sog. Basiskontos (§ 1, § 31). Verbraucher sind dabei alle natürlichen Personen mit rechtmäßigem Aufenthalt in der EU, Personen ohne festen Wohnsitz einschließlich Obdachloser und Asylsuchender und im Inland Geduldete.
- Die Verpflichtung gilt (mit wenigen Ausnahmen) für alle CRR-Kreditinstitute nach § 1 IIId KWG, sowie Zweigniederlassungen nach § 53b I 1, 2 KWG und Zweigstellen im Sinne des § 53 ZKG.
- Das Basiskonto muss grundsätzlich mindestens Bareinzahlungen und -auszahlungen, Überweisungen, Lastschriften und die Nutzung einer Zahlungskarte ermöglichen, ohne Beschränkung der Anzahl der Vorgänge (§ 38). Die Dienstleistungen müssen in dem Umfang ermöglicht werden, die das Institut Verbrauchern auch sonst „allgemein anbietet“ – wenn beispielsweise Electronic Banking allgemein angeboten wird, muss es auch mit dem Basiskonto nutzbar sein[18].
- Das Kreditinstitut darf für das Basiskonto ein Entgelt berechnen. Das Entgelt muss aber „angemessen“ sein, insbesondere im Vergleich zu marktüblichen Entgelten. Vertragsstrafen sind nicht zulässig (§ 41).
- Das Kreditinstitut darf das Basiskonto nicht grundlos kündigen. Zulässig ist eine Kündigung etwa wenn das Konto nicht genutzt wird, wenn der Verbraucher bereits ein anderes Zahlungskonto hat, bei erheblichem Zahlungsverzug oder bei Straftaten gegen das Kreditinstitut (§ 42).

### Gebühren
Mit Urteil vom 30. Juni 2020 entschied der Bundesgerichtshof über die Höhe der zulässigen Gebühren für ein Basiskonto. Unwirksam ist danach eine in den Allgemeinen Geschäftsbedingungen eines Kreditinstituts enthaltene Entgeltklausel, wenn bei der Bemessung des Entgelts das kontoführende Institut den mit der Führung von Basiskonten verbundenen Mehraufwand allein auf die Inhaber von Basiskonten umgelegt hat.